# Agelena gomerensis
Agelena gomerensis är en spindelart som beskrevs av Jörg Wunderlich 1992. Agelena gomerensis ingår i släktet Agelena och familjen trattspindlar.
Artens utbredningsområde är Kanarieöarna. Inga underarter finns listade i Catalogue of Life.